# Olympia-Einkaufszentrum (stacja metra)
Olympia-Einkaufszentrum - stacja metra w Monachium, na linii U1 i U3. Stacja została otwarta 31 października 2004.